# Racovița (Sibiu)

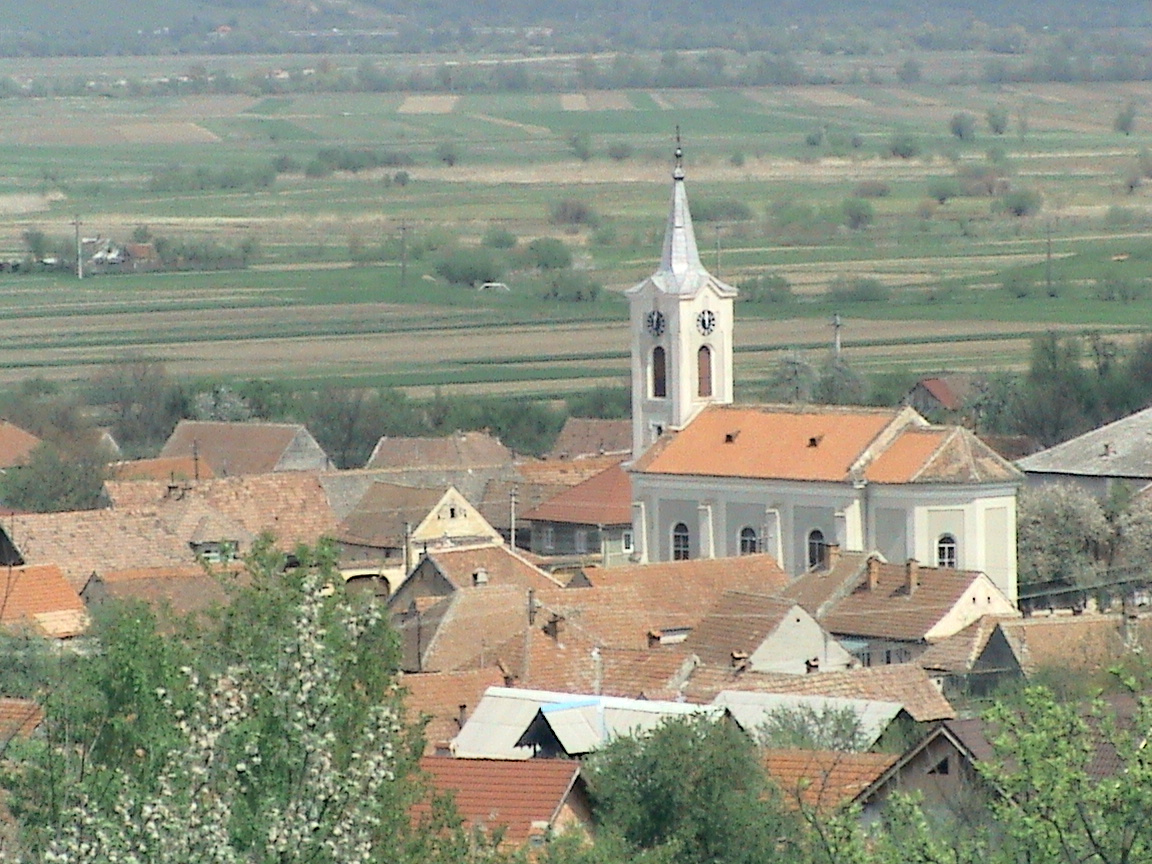
Racoviţa

Racovița is een Roemeense gemeente in het district Sibiu.
Racovița telt 2974 inwoners.